# Katashina, Gunma
Katashina (片品村 Katashina-mura) là làng thuộc huyện Tone, tỉnh Gunma, Nhật Bản. Tính đến ngày 1 tháng 10 năm 2020, dân số ước tính của làng là 3.993 người và mật độ dân số là 10 người/km2. Tổng diện tích của làng là 391,8 km2.